# Oldřich Vlasák
Oldřich Vlasák (ur. 26 listopada 1955 w Hradcu Králové, zm. 12 października 2024) – czeski polityk i inżynier, deputowany do Parlamentu Europejskiego VI i VII kadencji.

## Życiorys
Ukończył w 1980 studia inżynierskie na Politechnice Czeskiej w Pradze. Pracował w przedsiębiorstwie projektowym. W latach 1993–1998 był dyrektorem lotniska w Pardubicach.
W 1991 wstąpił do Obywatelskiej Partii Demokratycznej. W latach 90. pełnił funkcję radnego i członka zarządu miasta (rady města) Hradec Králové. Od 1998 do 2004 zajmował stanowisko prezydenta tego miasta (primátora).
W 2004 z listy ODS został europosłem, w wyborach w 2009 z powodzeniem ubiegał się o reelekcję. W VII kadencji przystąpił do grupy Europejskich Konserwatystów i Reformatorów, został członkiem Komisji Rozwoju Regionalnego. Z PE odszedł w 2014, w tym samym roku ponownie został radnym miasta Hradec Králové. W 2016 uzyskał też mandat radnego kraju hradeckiego.